# Pesti Műegylet
A Pesti Műegylet (Műegylet) 25 éven át Magyarország első és sokáig egyetlen képzőművészeti szakintézménye volt Pest-Budán. Célja műtárlatok rendezése, műtárgyak kisorsolása, műlapok kiadása volt. 1840-től évente egy-egy, 1853 és 1865 között pedig havonta egy képzőművészeti kiállítást rendezett.

## Története
Trefort Ágoston 1839-ben, a Pozsonyban megjelenő Századunk folyóiratban kezdeményezett egy felhívást, amelyet több neves személyiség is aláírt. Ezzel szorgalmazta a magyar képzőművészet ápolását szolgáló Pesti Műegylet megalapítását. Ez volt első fellépése a nyilvánosság előtt, és amelynek eredménye a Pesti Műegylet megalapítása lett. A Pesti Műegylet, hazánk első képzőművészeti szakintézménye, amely 25 éven át működött, egyben első elnöke is Trefort Ágoston lett.
A Pesti Műegylet 1840-ben rendezte első kiállítását a Pesti Vigadóban. Mivel idővel sokkal több teret és előnyt juttatott a külföldi, főként bécsi művészeknek, mint a hazaiaknak, egyre nagyobb elégedetlenséget keltett, míg végül 1869-ben feloszlott. Feladatát már előbb (1861) az Országos Magyar Képzőművészeti Társulat vette át. Műlapjai részére számos képet rendelt meg, amelyeket azután a Magyar Nemzeti Múzeumnak ajándékozott.

## Aktivistái
- Dux Adolf
- Landau Lénárd
- Medvey Ágoston